# エルサレムのザカリアス
エルサレムのザカリアス（ギリシア語: Ζαχαρίας Ιεροσολύμων、? - 631/2年）は、6世紀から7世紀のキリスト教の聖職者である。609年から632年までエルサレム総主教を務めた。エルサレム総主教になる以前は、コンスタンティノポリスの修道士であった。在位中にペルシア人により拉致されたことで知られる。正教会ではザハリヤと記される。
彼の在位の初期は東ローマ帝国皇帝位を簒奪したフォカスの治世にあたる。エルサレムでもこの時期、党派間の対立から治安が悪化し、ザカリアスは困難な時期に教会を指導した。帝国と教会の関係も悪化し、このことが彼の教会運営をさらに困難にした。
在位中の628年にペルシア人がエルサレムに侵攻したとき捕縛され、聖墳墓教会の聖遺物であった十字架とともに連れ去られ、631年に帰還した。エルサレムの陥落と彼の捕囚について、同時代の年代記者スタギオラスは、キリスト教の神の無力ではなく、エルサレムの住民に対する怒りの表明であるとし、これをバビロン捕囚に譬えている。